# Oxyura jamaicensis

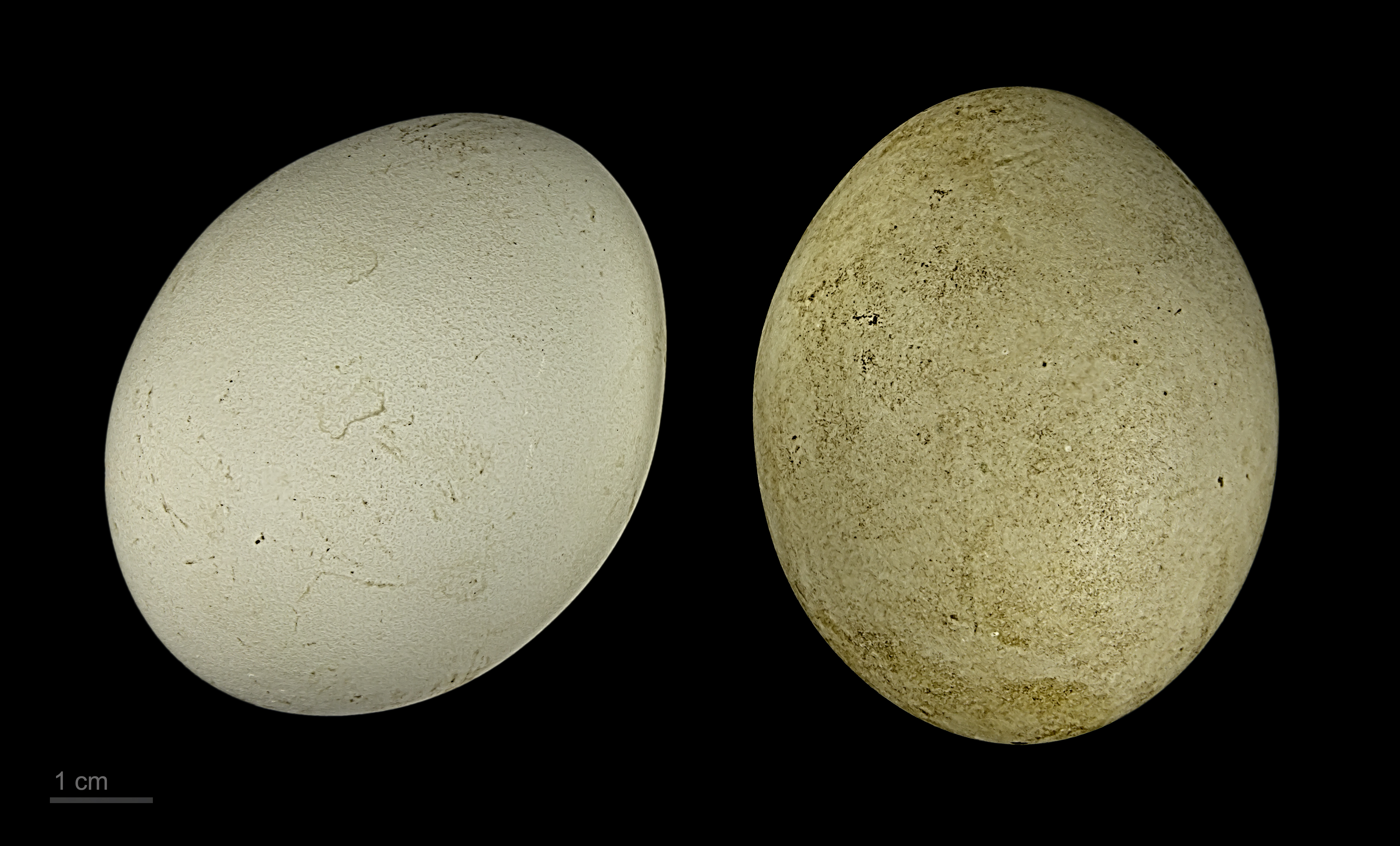
Oxyura jamaicensis

Oxyura jamaicensis là một loài chim trong họ Vịt.
Tên chi từ tiếng Hy Lạp cổ đại oxus, "sắc", và oura, "đuôi", và jamaicensis nghĩa "từ Jamaica". Vịt Andez được coi là một phân loài. Trên thực tế, một số nhà phân loại học, bao gồm cả Hiệp hội Điểu học Mỹ, vẫn coi đó là cùng loài.
Phân loài:
jamaicensis - Bắc Mỹ bao gồm Tây Ấn.
andina - miền trung Colombia.
ferruginea - miền nam Colombia phía nam đến Chile.
Môi trường sinh sản của chúng là hồ và đầm lầy. Chúng làm tổ trong thảm thực vật dày đặc gần nước. Con cái xây tổ ra khỏi cỏ, định vị nó trong thảm thực vật cao để che giấu nó khỏi những kẻ săn mồi. Một con bố mẹ điển hình chứa 5 đến 15 con vịt con